# Bishop Lloyd’s House

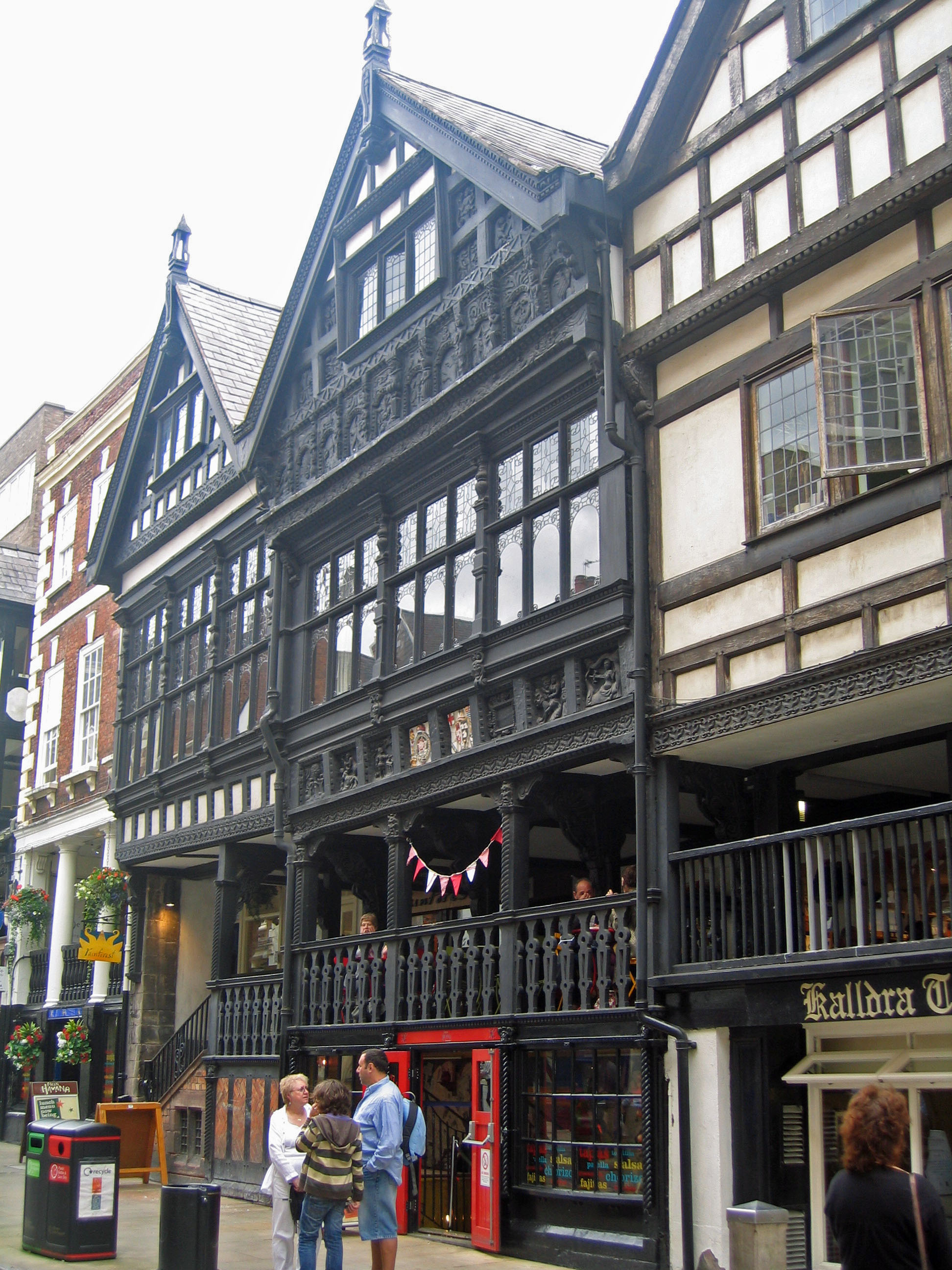
Bishop Lloyd’s House im Jahr 2009

Bishop Lloyd’s House oder Bishop Lloyd’s Palace ist das Haus mit der Anschrift 41 Watergate Street, und 51/53 Watergate Row in Chester, Cheshire, England. Das Gebäude ist als Grade I eingestuft und wurde von Nikolaus Pevsner als „vielleicht das beste“ Haus Chesters beurteilt.
Das Haus ist auf zwei steinernen Gewölbekeller aus dem Mittelalter mit darüberliegender Fachwerkkonstruktion errichtet. Der zweite Stock schließt einen Abschnitt der Chester Rows ein. Das Haus wird heute durch Verkaufsläden und die Hauptverwaltung des Chester Civic Trusts genutzt.

## Geschichte

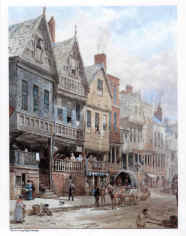
Bishop Lloyd’s House vor der Restaurierung durch Lockwood

Das Haus hat seinen Ursprung in zwei städtischen Häusern auf mittelalterlichen Gewölbe. Diese beiden Häuser wurden im 17. Jahrhundert zu einem umgebaut. Das umgebaute Haus brach mit der mittelalterlichen Tradition, dass der Hauptwohnraum eine große Halle im ersten Stock war; stattdessen lag nun der Hauptaufenthaltsort seiner Bewohner in zwei eleganten Zimmern in der Etage darüber. Das Haus stand im Besitz von George Lloyd, der von 1605 bis 1615 Bischof von Chester war. Im 19. Jahrhundert war es heruntergekommen, und die Schnitzereien an seiner Frontseite waren unter Putz verborgen. Das Haus war inzwischen in mehrere Wohnungen aufgeteilt und war heruntergekommen. In den 1890er Jahren wurde der frühere Zustand des Hauses durch Thomas Lockwood in großem Umfang wiederhergestellt; das heutige Aussehen sowohl der Fassade als auch des Gebäudeinnern beruht weitgehend auf seiner Renovierung. Lockwood gab dem östlichen der beiden ehemaligen Teilhäuser eine neue Fassade, um es dem westlichen anzugleichen und fügte eine Treppe hinzu, die von Osten her von der Straße zum ersten Stock führte. Er positionierte auch die Pfosten neu, die die Konstruktion darüber trugen und ersetzte die Aufschiebfenster aus dem 18. Jahrhundert mit Mittelpfostenfenstern. Eine weitere Restaurierung wurde zwischen 1974 und 1977 ausgeführt.

## Architektur

### Exterieur
Das Gebäude erscheint optisch als zwei Gebäude, von denen jedes einen Giebel hat sowie drei Stockwerke und je eine Attika im Giebel. Auf dem Straßenniveau hat das linke (östliche) Haus eine steinerne Treppe mit schmiedeeisernem Geländer. Auf dem Niveau des ersten Stocks befindet sich ein eichener Handlauf, der eine Balustrade abschließt, hinter der sich eine Ladenfront befindet. Das Geschoss darüber wird von Auskragungen gestützt, in die Riesen, Biester und eine Eule eingemeißelt sind; weitere leichtere Kragsteine haben die Form von Figuren. Auf der Außenseite befinden sich zwischen dem Querbalken über dem Erdgeschoss und den Fenstern darüber zehn quadratische Holztafeln. Die Fenster sind durch im jakobinischen Stil aus Eichenholz geschnitzte Pilaster in drei Joche unterteilt. Über den Fenstern befindet sich eine verputzte Fläche. In der Attika ist das dreiflügelige Fenster von weiteren Holztafeln umgeben. Die Ortgänge haben geschnitzte Gesimse, die von je einem verzierten Pfosten dazwischen getrennt werden.

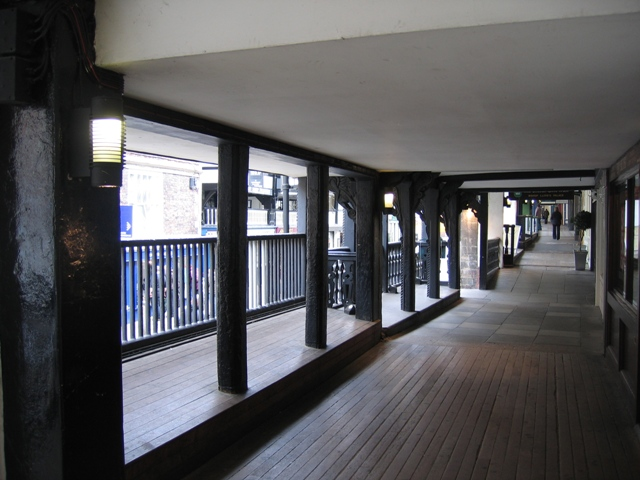
Gehweg vor dem Bishop Lloyd’s House (2008)

Im ersten Stockwerk des westlichen Hausteils befindet sich ein Laden mit einem zentral angeordneten Eingang. Auf jeder Seite davon sind zwei Pfeiler und ein gebogenes Fenster mit achtzehn Scheiben. Darüber befinden sich acht zurückversetzte mit Schnitzereien versehene Holztafeln. Die beiden mittleren zeigen das königliche Wappen von Jakob I. mit einer Inschrift und das Wappen der Diözese Sodor and Man (George Lloyd war Bischof von Sodor und Man, bevor er Bischof von Chester wurde) und die Jahreszahl 1615. Links davon zeigen drei Holztafeln geschnitzte Darstellungen von Adam und Eva, Kain und Abel sowie Abraham und Isaak. Zwei der drei Holztafeln auf der anderen Seite zeigen biblische Szenen.
Im zweiten Stock gruppieren vier Eichenpilaster die Fenster in drei Joche mit je zwei Fenstern mit Mittelpfosten und einem Kämpferfenster, insgesamt 18 Fenster. Über den Fenstern verläuft ein geschnitzter Querbalken und darüber zeigen zehn Holztafeln Schnitzereien von heraldischen Ungeheuern. In jeder der beiden Attiken ist ein Fenster mit drei Scheiben, das zwischen je drei Holztafeln mit weiteren geschnitzten Darstellungen auf beiden Seiten liegt. Oberhalb der Fenster sind drei unverzierte Holztafeln eingebaut. Auch in der Attika sind die Ortgänge geschnitzt und durch einen Pfosten voneinander getrennt.

### Interieur
Die beiden Gewölbekeller haben Wände aus rotem gebrochenen Sandstein, die Tonnengewölbe wurden vermutlich im 18. Jahrhundert hinzugefügt. Vom Erdgeschoss bis zum dritten Stock führt eine Treppe im Stil des Chinese Chippendale. Im oberen Stockwerk befinden sich zwei Zimmer. Das größere hat eine Stuckdecke aus dem 17. Jahrhundert und einen großen offenen Kamin; man nimmt an, dass dieser aus dem Palast des Bischofs am Abbey Square hierhergebracht wurde, nachdem der Palast im Englischen Bürgerkrieg beschädigt wurde. Auch das kleinere Zimmer hat eine Stuckdecke, die aber weniger ausgeschmückt ist als im anderen Zimmer. Zu den Zierelementen gehören Tudor-Rosen, Pferde und ein Seestern. Auf einem Fries, der das Zimmer umläuft, werden Seeungeheuer dargestellt. Der offene Kamin in diesem Zimmer ist kleiner. Die Kamineinfassung bildet einen Amor ab, der einen Löwen reitet.

## Gegenwart
Das Haus ist für Besucher zur Besichtigung zugänglich. Zwei große Räume darin werden zu Veranstaltungszwecken vermietet. Die Verwaltung des Chester Civic Trust hat in dem Gebäude ihren Sitz.